# ジェームス・グレイソン
ジェームス・グレイソン（James Grayson、1998年6月26日 - ）は、ジャパンラグビーリーグワン三菱重工相模原ダイナボアーズに所属するラグビーユニオン選手。

## プロフィール
- イングランドノーサンプトン出身[1]。
- ポジションはスタンドオフ(SO)。
- 身長 187 cm、体重 98 kg
- 父のポール（英語版）は元ラグビー選手(元イングランド代表)[2]。
- U20イングランド代表に選ばれたことがある[3]。

## 略歴
ノーサンプトンボーイズ校卒業後、ノーサンプトン・セインツを経て、2023年、三菱重工相模原ダイナボアーズに加入。同年12月9日に行われたJAPAN RUGBY LEAGUE ONE第1節花園近鉄ライナーズ戦にて先発出場で日本での公式戦初出場を果たした。